# Peter Sarnak
Peter Clive Sarnak (18 de diciembre de 1953) es un matemático estadounidense nacido en Sudáfrica. Ha sido Profesor de Matemáticas en la cátedra Eugene Higgins  en la Universidad de Princeton desde 2002, sucediendo a Andrew Wiles, y es editor de la revista Annals of Mathematics . Sarnak también está en la facultad permanente de la Facultad de Matemáticas del Instituto de Estudios Avanzados. También es miembro de la Junta de Jueces y el comité de selección para la concesión de Matemáticas, dado bajo los auspicios del Premio Shaw.

## Educación
Sarnak se graduó de la Universidad de Witwatersrand ( B.Sc. 1975 ) y la Universidad de Stanford (Ph.D. 1980 ), bajo la dirección de Paul Cohen. El trabajo de Sarnak (con A. Lubotzky y R. Philips ) aplica profundos resultados de la teoría de números al estudio de grafos de Ramanujan, en conexión con la combinatoria y la informática.

## Carrera académica
- Profesor Asistente, 1980-1983 ; Profesor Asociado , 1983 ; Profesor, 2001-2005, Instituto Courant, Universidad de Nueva York
- Profesor Asociado, 1984-1987; Profesor, desde 1987 hasta 1991, Universidad de Stanford
- Profesor, 1991- ; H. Fine Profesor, 1995-1996; Presidente, Departamento de Matemáticas de 1996 a 1999; Profesor Eugene Higgins de 2002 -, la Universidad de Princeton
- Miembros, 1999-2002 y 2005-2007 ; Facultad de 2007-, el Instituto de Estudios Avanzados

## Premios y honores
Peter Sarnak fue galardonado con el Premio Pólya (SIAM) de la Sociedad de Polya Industrial y Matemáticas Aplicadas en 1998, el Premio Ostrowski en 2001, el Premio Conant L. Levi en 2003 y el Premio Cole Nelson Frank en teoría de números en 2005. Él es el destinatario del Premio Wolf en Matemáticas en 2014.
También fue elegido como miembro de la Academia Nacional de Ciencias de Estados Unidos y miembro de la Royal Society (Reino Unido) en 2002. Él fue investido doctor honoris causa por la Universidad Hebrea de Jerusalén en 2010.
En 2024 fue galardonado con el Premio Shaw en Matemáticas. 

## Publicaciones
- Algunas aplicaciones de las formas modulares, 1990
- (coeditor) extremal Riemann Surfaces, 1997
- (coautor) Matrices aleatorias , Frobenius valores propios y monodromía, 1998
- (editor de la junta) Obras Escogidas de Ilya Piatetski -Shapiro (Obras), 2000
- (coautor) Número Primaria Teoría, Teoría de Grupos y Ramanujan Gráficos, 2003
- (coeditor) Selected Papers Volume I- Peter Lax, 2005
- (edición conjunta) Formularios y Aplicaciones, 2007 Automorphic